# Jeremiah S. Chechik
Jeremiah S. Chechik (* 1955 in Montreal, Québec, Kanada) ist ein kanadischer Filmregisseur.

## Karriere
Chechik begann seine Karriere 1989 mit Schöne Bescherung; es folgten Kinofilme wie Benny & Joon (1993), Diabolisch (1996) und Mit Schirm, Charme und Melone (1998). Seit den 2000er Jahren ist Chechik überwiegend für US-amerikanische Fernsehserien tätig. 
Außerdem ist er seit 2019 regelmäßiges Mitglied des Podcasts „The Future of Photography“.

## Filmografie (Auswahl)
- 1989: Schöne Bescherung (Christmas Vacation)
- 1993: Benny & Joon
- 1995: Pecos Bill – Ein unglaubliches Abenteuer im Wilden Westen (Tall Tale)
- 1996: Diabolisch (Diabolique)
- 1997: Gun – Kaliber 45 (Gun, Episode 1x06)
- 1998: Mit Schirm, Charme und Melone (The Avengers)
- 2004: Angst über Amerika (Meltdown)
- 2005: Tilt (2 Episoden)
- 2007: The Bronx Is Burning (Miniserie, 8 Episoden)
- 2007–2011: Burn Notice (8 Episoden)
- 2008: The Middleman (4 Episoden)
- 2009: The Beast (Episode 1x09)
- 2009–2010: Leverage (2 Episoden)
- 2009–2012: Chuck (5 Episoden)
- 2010: The Good Guys (2 Episoden)
- 2010–2011: Gossip Girl (3 Episoden)
- 2011: Being Human (2 Episoden)
- 2011: The Glades (Episode 2x07)
- 2011: Warehouse 13 (Episode 3x04)
- 2011–2013: Hart of Dixie (3 Episoden)
- 2013: The Right Kind of Wrong
- 2013–2014: Reign (2 Episoden)
- 2014–2015: Helix (6 Episoden)
- 2014–2015: Motive (2 Episoden)
- 2015: Bitten (Episode 2x02)
- 2015: South of Hell (2 Episoden)
- 2015–2017: Rogue (8 Episoden)
- 2016: Shadowhunters (Episode 1x08)
- 2016: Criminal Minds: Beyond Borders (Episode 1x11)
- 2017: The Gifted (Episode 1x05)
- 2022–2024: Reginald the Vampire (8 Episoden)